# Preciso Dizer que Te Amo
Preciso Dizer que te Amo é uma canção composta por Cazuza, Bebel Gilberto e Dé.
Foi gravada por Marina Lima (álbum Virgem), que por essa gravação recebeu o Prêmio Sharp de Música nas categorias Melhor Cantora Pop-rock, Melhor Disco e Melhor Intérprete, vindo a se tornar uma de suas canções mais conhecidas.
Outras interpretações incluem Leo Jaime, Pedro Mariano, Cazuza e Bebel Gilberto, Jay Vaquer, entre outros.

## Historia
A canção foi originalmente feita para a cantora Bebel Gilberto no seu auto titulado EP debut, enquanto o Cazuza estava mostrando a canção para o Bebel Gilberto, ela não estava gostado o refrão que era eu preciso dizer que te amo / Desinstalar esse osso da minha garganta e como uma resposta Cazuza decidiu reescrever a letra para eu preciso dizer que te amo / Te ganhar ou perder sem engano.
Alguns anos depois, a cantora Marina Lima decidiu gravar uma própria versão da canção depois que ela ouvisse uma versão demo da canção foi mostrado para ela pelo Cazuza. A versão da Marina lima se tornou a primeira versão da musica a se tornar um hit nacional. Em 1990,  A fita demo da canção (que era mesma demo que a Marina ouviu) foi resgatado e mais tarde foi incluindo no álbum Red Hot + Rio, em 1996.